# 브라쇼브주

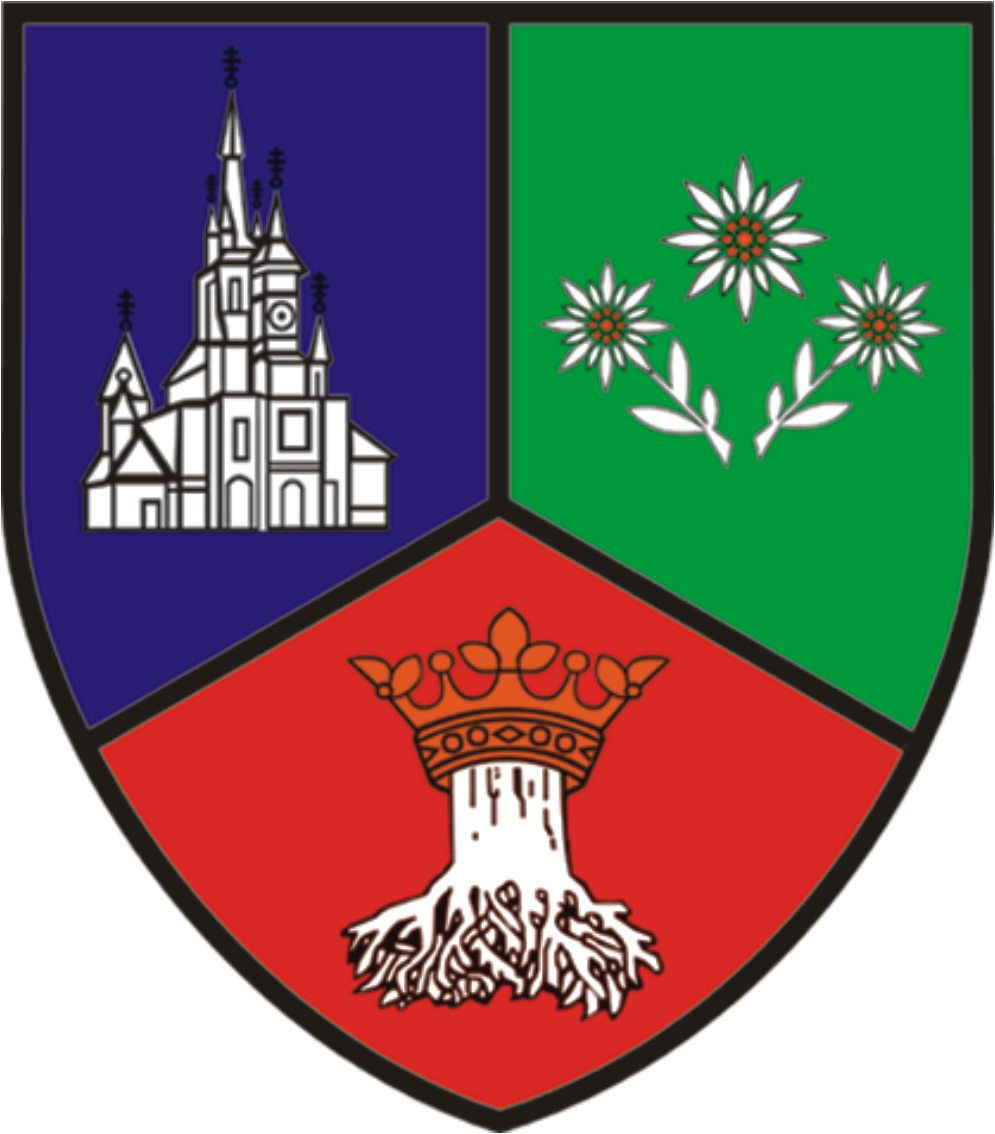
주 문장

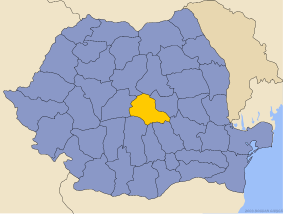
브라쇼브 주의 위치

브라쇼브주(루마니아어: Judeţul Brașov)는 루마니아 트란실바니아 지방에 위치한 주로, 주도는 브라쇼브이며 면적은 5,363km2, 인구는 589,028명(2002년 기준), 인구 밀도는 110명/km2, ISO 3166-2 코드는 RO-BV이다. 동쪽으로는 코바스나 주, 서쪽으로는 시비우 주, 북쪽으로는 무레슈 주와 하르기타 주, 남쪽으로는 아르제슈 주, 듬보비차 주, 프라호바 주와 접하며 4개 시와 6개 마을, 47개 지방 자치체를 관할한다.
주 전체 인구 가운데 87.28%는 루마니아인이며 헝가리인(8.65%)와 로마인(3.10%), 독일인(0.75%)도 거주한다.